# لک چیرا
لک چیرا (کرواتی: Lek Kcira; زادهٔ ۲۸ ژانویه ۱۹۸۳ در کرواسی) بازیکن فوتبال اهل کرواسی است.
وی ۱۹ بار برای استیل آذین بازی کرده و دو گل نیز به ثمر رسانده بود.

## افتخارات
- نایب قهرمانی در جام حذفی ۹۱-۹۰ به همراه تیم شاهین بوشهر